# Dobrogostya
Dobrogostya (horvátul: Dobrogošće) falu Horvátországban, Pozsega-Szlavónia megyében. Közigazgatásilag Cseglényhez tartozik.

## Fekvése
Pozsegától légvonalban 30, közúton 41 km-re keletre, községközpontjától  légvonalban 6, közúton 11 km-re délkeletre, a Dilj-hegység területén fekszik.

## Története
A határában fekvő „Sječa“ – „Popina avlija“ régészeti lelőhely leletei szerint területe már a történelem előtti időkben is lakott volt. Ezen a helyen késő bronzkori és kora vaskori erődített település maradványai kerültek elő.
A település a középkorban is létezett. 1374-ben „Dobrogostya”, 1436-ban „Dobragosth”, 1448-ban „Dobragosthya”, 1462-ben „Dobrogosthya” alakban említik. Közmenesek birtoka volt.
1532 körül foglalta el a török és több, mint 150 évig török uralom alatt volt. Az 1545-ös török defterben is szerepel. A középkori katolikus horvát lakosság török uralom elejéig élt a településen. Helyükre Boszniából pravoszláv szerbek települtek be. A térség 1687-ben szabadult fel a török uralom alól. 1698-ban „Dobrogozd” néven 3 portával szerepel a török uralom alól felszabadított települések összeírásában.
 A 18. és 19. század folyamán újabb szerb családok érkeztek a településre. 1702-ben 12, 1758-ban 16 ház állt a településen.
Az első katonai felmérés térképén „Dorf Dobrogossta” néven található. Lipszky János 1808-ban Budán kiadott repertóriumában „Dobrogosgye” néven szerepel. 
Nagy Lajos 1829-ben kiadott művében „Dobrogosgye” néven 25 házzal, 149 ortodox vallású lakossal találjuk.
1857-ben 99, 1910-ben 152 lakosa volt a településnek. Az 1910-es népszámlálás szerint lakosságának 99%-a szerb anyanyelvű volt. Pozsega vármegye Pozsegai járásának része volt. Az első világháború után 1918-ban az új szerb-horvát-szlovén állam, majd később (1929-ben) Jugoszlávia része lett. 1991-től a független Horvátországhoz tartozik. 1991-ben lakosságának 89%-a szerb, 11%-a horvát nemzetiségű volt. 2011-ben a településnek 12 lakosa volt.

## Lakossága
| Lakosság változása | Lakosság változása | Lakosság változása | Lakosság változása | Lakosság változása | Lakosság változása | Lakosság változása | Lakosság változása | Lakosság változása | Lakosság változása | Lakosság változása | Lakosság változása | Lakosság változása | Lakosság változása | Lakosság változása | Lakosság változása |
| ------------------ | ------------------ | ------------------ | ------------------ | ------------------ | ------------------ | ------------------ | ------------------ | ------------------ | ------------------ | ------------------ | ------------------ | ------------------ | ------------------ | ------------------ | ------------------ |
| 1857               | 1869               | 1880               | 1890               | 1900               | 1910               | 1921               | 1931               | 1948               | 1953               | 1961               | 1971               | 1981               | 1991               | 2001               | 2011               |
| 99                 | 134                | 107                | 124                | 136                | 152                | 166                | 223                | 109                | 102                | 91                 | 49                 | 30                 | 19                 | 11                 | 12                 |